# Lutowo (województwo kujawsko-pomorskie)
Lutowo (niem. Groß Lutau) – wieś w Polsce położona w województwie kujawsko-pomorskim, w powiecie sępoleńskim, w gminie Sępólno Krajeńskie.
W latach 1954–1968 wieś należała i była siedzibą władz gromady Lutowo, po jej zniesieniu w gromadzie Sępólno Krajeńskie. W latach 1975–1998 miejscowość administracyjnie należała do województwa bydgoskiego.
Według Narodowego Spisu Powszechnego (III 2011 r.) liczyła 488 mieszkańców. Jest trzecią co do wielkości miejscowością gminy Sępólno Krajeńskie.
W 1866 w Lutowie została utworzona rzymskokatolicka parafia św. Wawrzyńca.